# Emilija Kokić
Emilija Kokić (Zára, Jugoszlávia (ma Horvátország), 1968. május 10. –) horvát énekesnő.

## Pályafutása
A Riva nevű együttes énekesnőjeként Rock Me című dalukkal megnyerték az 1989-es Eurovíziós Dalfesztivált, Jugoszlávia egyetlen győzelmét aratva ezzel. Az együttes 1991-ben feloszlott, ezt követően szólóénekesi karrierbe kezdett.
2001-ben, 2003-ban és 2008-ban is részt vett a Dora fesztiválon, amely Horvátország nemzeti döntője az Eurovíziós Dalfesztiválra, de nem sikerült győznie.

## Diszkográfia
- 1994: Emilia
- 1995: 100% Emilia
- 1996: Ostavi trag
- 1999: S moje strane svemira
- 2001: Ja sam tu
- 2004: Halo